# 塔利尼揚卡河
塔利尼揚卡河（烏克蘭語：Тальнянка），是烏克蘭中部的河流，屬於吉爾西基季基奇河的支流。該河流經切爾卡瑟州的烏曼區和茲韋尼霍羅德卡區，河道全長36公里，流域面積223平方公里。